# ده‌پوندی
ده‌پوندی (نام علمی: Elops machnata) نام یک گونه از سرده بانوماهیان است.